# Bosco di Gioia
Il cosiddetto "Bosco di Gioia" era un'area verde in via Melchiorre Gioia 39 a Milano, precedentemente occupata da un vivaio, sulla quale a partire dal 2006 è stato poi costruito Palazzo Lombardia.
Si trovava sui resti della proprietà di Giuditta Sommaruga che, alla propria morte nel 1964, lasciò in eredità all'Ospedale Maggiore per scopi umanitari, continuando comunque a ospitare il vivaio Fumagalli, in affitto. Dopo anni di contenzioso sui progetti urbanistici cominciò la costruzione di Palazzo Lombardia nell'area del Bosco Gioia, che venne abbattuto nei primi giorni del 2006.

## Il testamento Sommaruga e il vivaio Fumagalli

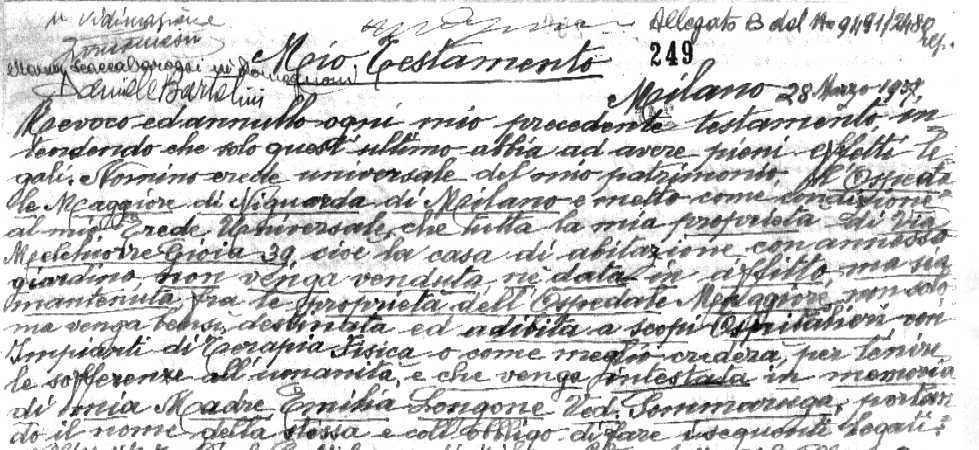
Testamento di Giuditta Sommaruga

Nel testamento, Giuditta Sommaruga indicava tale condizione: che «la proprietà di via Melchiorre Gioia 39, cioè la casa di abitazione con annesso giardino, non venga venduta né data in affitto, ma sia mantenuta fra le proprietà dell'Ospedale Maggiore, non solo ma venga bensì destinata ed adibita a scopi Ospitalieri, con Impianti di Terapia Fisica o come meglio crederà, per lenire le sofferenze dell'umanità, e che venga intestata in memoria di mia madre Emilia Longone vedova Sommaruga, portando il nome della stessa». L'Ospedale Maggiore accettò l'eredità e la tenne come cespite a reddito, incassando l'affitto del vivaio Fumagalli.
In seguito alla divisione dell'Ospedale Maggiore nei due enti ospedalieri Policlinico e Niguarda, la proprietà del terreno passò a quest'ultimo.

## La vendita del terreno e lo sfratto del vivaio
Nel 1983 il Niguarda decise di venderlo insieme ad altri terreni ed immobili: essendo un bene inalienabile, chiese e ottenne l'autorizzazione dalla Giunta Regionale presieduta da Giuseppe Guzzetti. Tuttavia si dimenticò della particella catastale n. 20 e dovette richiedere una nuova autorizzazione, che venne ottenuta solo nel 1988 dalla giunta di Bruno Tabacci.
Nel frattempo il terreno di 12.000 m² era utilizzato come vivaio dalla floricoltura Fumagalli, e questo suo utilizzo spiega la varietà e la qualità di essenze arboree che caratterizzarono il parco.
L'area, che nel piano regolatore del 1980 era destinata a verde comunale, entrò poi a far parte della variante Z2, che ivi prevedeva la creazione di un centro direzionale, condividendo i diritti volumetrici con gli altri terreni della zona. Il valore del terreno, in base alla valutazione di un perito, ammontava a circa 11 miliardi di lire, e questa cifra costituì la base dell'asta che venne effettuata il 18 dicembre 1989 presso il notaio Michele Marchetti.
Tale asta, dopo numerosi rilanci, venne vinta con un'offerta di 20 miliardi dall'impresa Cogefar Torno, che già possedeva il terreno adiacente. In seguito a fusioni tra società i due terreni divennero di proprietà della ILIM S.p.A..
La variante Z2 venne annullata dal TAR nel 1990, e nel 1991 venne bandito il concorso per una nuova sistemazione dell'area, vinto dall'architetto Nicolin. Il progetto vincitore non prevedeva nulla per via Algarotti, ma nel 1999 Nicolin, che aveva ricevuto un incarico ufficiale di pianificazione da parte del Comune, preparò un progetto in cui si prevedeva il mantenimento del verde e la costruzione di una serie di edifici bassi lungo viale Restelli. L'edificio della Regione era collocato vicino al grattacielo attuale del Comune, alla fine di via Restelli.
Solo nel 2000, con l'accordo di programma tra Regione, Provincia e Comune, e nel 2001, con il P.I.I. Garibaldi-Repubblica, venne previsto di collocare l'altra sede della Regione Lombardia tra viale Restelli e via Melchiorre Gioia: nelle tavole dell'accordo di programma, la sede fu indicata come una torre a pianta ellittica al centro del terreno.
Il vivaio Fumagalli venne sfrattato e lasciò libero il terreno nel 2001. Le piante del vivaio crebbero allora incolte e costituirono un fitto bosco con più di 200 esemplari, un'area verde di 12.000 m² che gli abitanti del quartiere chiamarono appunto "Bosco di Gioia".

## Il taglio delbosco

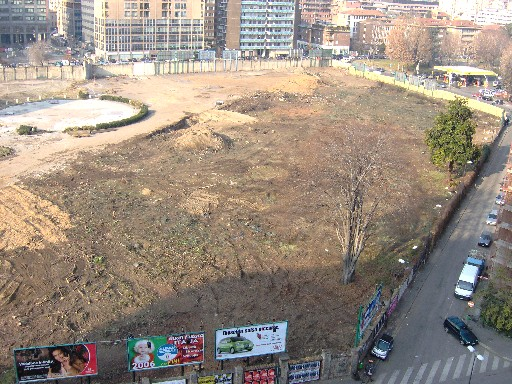
Foto del bosco di Gioia dopo il taglio, 9 gennaio 2006. Sulla destra, la magnolia (l'albero sempreverde) e il faggio (la pianta spoglia)

Alcuni abitanti dell'Isola e di via Algarotti presentarono un ricorso al TAR contro il Programma Integrato di Intervento e cercarono di salvare le piante del bosco di Gioia, chiedendo alla Provincia di dichiarare alberi monumentali le piante più significative e alla Soprintendenza di porre un vincolo ambientale sull'area, ma senza successo. Il vincolo non fu concesso, vista l'origine artificiale del popolamento arboreo, costituito da un ex vivaio (pertanto non classificabile come "bosco" in base alla allora legge forestale regionale 27/2004, articolo 3), come dimostrava il fatto che la quasi totalità delle piante fossero delimitate da rete metallica per zolle, com'è d'abitudine nei vivai di piante arboree.
Non fu possibile ricorrere contro la violazione del testamento in quanto i discendenti di Giuditta Sommaruga non erano legittimati a farlo ed era passato troppo tempo dalla vendita all'asta.
Nel marzo 2005 si costituì il Comitato Giardino in Gioia e furono raccolte più di 15.000 firme su una petizione per salvaguardare il bosco; due abitanti del quartiere, il tastierista Rocco Tanica del gruppo Elio e le Storie Tese e l'informatico Paolo Macchi portarono avanti un digiuno nel mese di aprile in un camper parcheggiato davanti al bosco, che fu ripreso dalla stampa e dalla televisione. Gli stessi Elio e le Storie Tese hanno dedicato alla vicenda il singolo Parco Sempione.
La Regione e il Comune non accolsero le richieste dei firmatari e si limitarono a promettere che i due alberi più grandi, una magnolia e un faggio, fossero mantenuti sul posto e che le altre piante fossero traslocate in altre aree del quartiere. Attualmente sopravvive solo la magnolia (visibile percorrendo via Francesco Algarotti), essendo il faggio morto durante i lavori di costruzione dell'edificio.
Il 27 dicembre 2005 l'impresa incaricata del taglio e trasloco iniziò i lavori, i residenti tentarono sotto la neve un'ultima difesa delle piante, l'ambientalista Michele Sacerdoti si arrampicò su un faggio per impedirne il taglio, Dario Fo e Milly Moratti portarono il loro sostegno, ma intervennero le forze dell'ordine per allontanare chi protestava. Al 7 gennaio 2006 dieci piante erano già state trasferite nei parterre di largo De Benedetti, viale Restelli e piazza Carbonari, le altre - insalvabili - vennero abbattute. Quel giorno si svolse una grande manifestazione di protesta, ma ormai l'area si presentava già come una distesa di terra brulla.
Alla fine del 2006, completate le pratiche autorizzative e la gara di appalto della costruzione vinta da Impregilo e Techint, fu avviato il cantiere di costruzione di Palazzo Lombardia sul terreno appartenuto a Giuditta Sommaruga e sull'area contigua, precedentemente adibita a parcheggio.